# Чукадег
Чукадег (перс. چوكده) — село в Ірані, у дегестані Хаджі-Бекенде-Хошкебіджар, у бахші Хошкебіджар, шагрестані Решт остану Ґілян. За даними перепису 2006 року, його населення становило 317 осіб, що проживали у складі 98 сімей.

## Клімат
Середня річна температура становить 14,29°C, середня максимальна – 28,25°C, а середня мінімальна – -0,65°C. Середня річна кількість опадів – 1173 мм.
| Клімат поселення                              | Клімат поселення | Клімат поселення | Клімат поселення | Клімат поселення | Клімат поселення | Клімат поселення | Клімат поселення | Клімат поселення | Клімат поселення | Клімат поселення | Клімат поселення | Клімат поселення | Клімат поселення |
| Показник                                      | Січ.             | Лют.             | Бер.             | Квіт.            | Трав.            | Черв.            | Лип.             | Серп.            | Вер.             | Жовт.            | Лист.            | Груд.            |                  |
| Середній максимум, °C                         | 8,46             | 9,10             | 11,90            | 17,34            | 21,80            | 25,42            | 28,25            | 28,02            | 24,71            | 20,83            | 16,06            | 11,54            |                  |
| Середня температура, °C                       | 3,91             | 4,53             | 7,34             | 12,78            | 17,25            | 20,86            | 24,14            | 23,92            | 20,60            | 16,73            | 11,96            | 7,44             |                  |
| Середній мінімум, °C                          | −0,65            | −0,03            | 2,78             | 8,22             | 12,68            | 16,30            | 20,05            | 19,81            | 16,49            | 12,63            | 7,86             | 3,35             |                  |
| Норма опадів, мм                              | 118              | 94               | 87               | 45               | 45               | 30               | 29               | 61               | 133              | 208              | 181              | 142              |                  |
| Середньомісячна швидкість вітру, м/с          | 2.37             | 2.43             | 2.40             | 2.45             | 2.42             | 2.70             | 2.61             | 2.40             | 2.24             | 2.15             | 2.02             | 2.11             |                  |
| Середньомісячна сонячна радіація, кДж/м²·день | 6806             | 8906             | 10886            | 15641            | 19989            | 22332            | 23094            | 19433            | 15735            | 10751            | 8484             | 6545             |                  |
| --------------------------------------------- | ---------------- | ---------------- | ---------------- | ---------------- | ---------------- | ---------------- | ---------------- | ---------------- | ---------------- | ---------------- | ---------------- | ---------------- | ---------------- |
| Джерело:                                      |                  |                  |                  |                  |                  |                  |                  |                  |                  |                  |                  |                  |                  |